# مدار مجازی
مدار مجازی (VC) یک راه انتقال داده بر روی یک شبکه کامپیوتری راه گزینی بسته (packet switched computer network) است به طوری که مانند یک لایهٔ فیزیکی بین منبع و مقصد داده عمل می‌کند. مدار مجازی مترادف با اتصال مجازی و کانال مجازی است. قبل از اینکه از مدار مجازی استفاده کنیم می‌بایست اتصالی بین دو یا چند گره یا برنامه‌های نرم‌افزار برقرار شود که این اتصال با پیکربندی قسمت‌های مرتبط به هم در شبکه، انجام می‌شود. پس از آن، یک جریان بیت یا جریان بایت بین گره‌ها ایجاد می‌شود.
اتصال مدار مجازی شبیه به مدار گزینی است، زیرا هر دو ارتباط، اتصالگرا هستند، به این معنی که در هر دو مورد داده‌ها در جهت درست تحویل داده می‌شوند. با این حال، مدار گزینی نرخ بیت و زمان تأخیر را، ثابت تولید می‌کند، در حالی که این ممکن است در یک سرویس مدار مجازی، بسته به عواملی تغییر کند. عواملی مانند:
- تفاوت طول صف بسته‌ها در گره‌های شبکه،
- تفاوت نرخ بیت تولید شده توسط برنامه،
- تفاوت بار از سایر کاربران که به وسیلهٔ مالتیپلکسینگ آماری (stdm) از منابع شبکهٔ مشابه استفاده می‌کنند.

بسیاری از پروتکل‌های مدار مجازی، سرویس ارتباطی قابل اعتماد فراهم می‌کنند. تشخیص خطا و درخواست خودکار تکرار (ARQ) در این مدل، باعث به وجود آمدن سرویس قابل اعتماد می‌شود.

## مدار مجازی لایه انتقال (لایهٔ ۴)
پروتکل‌های لایهٔ انتقال که اتصالگرا هستند، مانند TCP ممکن است بر روی یک پروتکل لایه شبکه ای بدون اتصال، مانند IP تکیه کند، که در آن بسته‌های مختلف ممکن است توسط مسیرهای مختلف مسیریابی شوند، که ممکن است بدون ترتیب و نا منظم به مقصد برسند. اما، TCP را می‌توان به عنوان یک مدار مجازی استفاده کرد، از آنجا که TCP شامل شماره بخش(segment) است که اجازه می‌دهد داده بی نظم در سمت گیرنده با ترتیب و درست جا بگیرد.

## مدار مجازی لایه پیوند داده و لایهٔ شبکه (لایه ی۲ و۳)
پروتکل‌های مدار مجازی لایه پیوند داده‌ای و لایه شبکه مبتنی بر راه‌گزینی بسته کوچک اتصالگرا هستند، به این معنی که داده‌ها همیشه در طول مسیر همان شبکه تحویل داده می‌شود (از طریق همان گره‌ها). مزایای استفاده از این روش نسبت به روش بدون اتصال عبارتند از:
- رزرو پهنای باند در طول مرحلهٔ تشکیل اتصال انجام می‌شود و کیفیت سرویس (QoS) تضمین شده را امکان‌پذیر می‌کند. به عنوان مثال، یک نرخ بیت ثابت کلاس QoS ممکن است ارائه شود، که باعث شبیه‌سازی مدار گزینی می‌شود.
  - در شبکه اتصالگرا گره‌های شبکه سریع تر هستند و ظرفیت بالاتری دارند، زیرا آن‌ها سوئیچ‌هایی هستند که تنها در طی مرحلهٔ تشکیل اتصالات، مسیریابی را انجام می‌دهند، در حالی که گره‌های شبکه اتصال بی‌سیم، مسیریاب‌هایی هستند که مسیریابی را برای هر بسته به صورت جداگانه انجام می‌دهند. سوئیچ کردن فقط شامل جستجوی شناسه کانال مجازی در یک جدول است و تجزیه و تحلیل یک آدرس کامل انجام نمی‌شود. سوئیچ کردن به راحتی می‌تواند در سخت‌افزار ASIC اجرا شود، در حالی که مسیریابی پیچیده‌تر است و نیاز به اجرای با نرم‌افزار دارد..

## نمونه‌هایی از پروتکل‌هایی که مدارهای مجازی را ارائه می‌دهند
نمونه‌هایی از پروتکل‌های لایه انتقال که مدار مجازی را ارائه می‌دهند:
- پروتکل کنترل انتقال (TCP)، که در آن یک مدار مجازی قابل اعتماد در بالای پروتکل IP (که غیرقابل اعتماد و بی اتصال است) نصب شده‌است. مدار مجازی را می‌توان از روی آدرس سوکت شبکه منبع و مقصد شناسایی کرد (یعنی آدرس آی پی فرستنده و گیرنده و شماره پورت). QoS تضمین شده ارائه نشده‌است.
- اس سی تی پی (SCTP)، که در آن یک مدار مجازی بر روی پروتکل IP یا پروتکل UDP برقرار می‌شود.

نمونه‌هایی از پروتکل‌های مدار مجازی لایه شبکه و لایهٔ پیوند داده که در آن داده‌ها همواره در یک مسیر تحویل داده می‌شوند:
- X.25، که در آن VC توسط یک شناسه کانال مجازی (VCI)
- شناسایی شده‌است. X.25 ارتباط قابل اعتماد گره به گره و QoS تضمین شده تولید می‌کند.
- بازپخش قاب، که در آن VC توسط DLCI شناسایی شده‌است. بازپخش قاب غیرقابل اعتماد است، اما ممکن است QoS تضمین شده را فراهم کند.
- حالت انتقال ناهمگام (ATM)، که در آن مدار، توسط یک شناسه مسیر مجازی (VPI) و یک شناسه کانال مجازی (VCI) شناسایی می‌شود. لایه ATM مدارهای مجازی غیرقابل اعتماد را تولید می‌کند، اما پروتکل ATM قابلیت ا را از طریق لایه انطباق فراهم می‌کند.
- سرویس بسته امواج رادیویی (GPRS)
- راهگزینی برچسب چندقرارداری (MPLS)، که می‌تواند برای IP توسط مدارهای مجازی استفاده شود. هر مدار با یک برچسب تعریف مشود. MPLS غیرقابل اعتماد است، اما هشت کلاس مختلف QoSرا تولید می‌کند.

## مدارهای مجازی متغیر و دائمی در ATM، بازپخش قاب و X.25
مدارهای مجازی متغیر (SVCها) مانند تماس‌های تلفنی هستند برقرار می‌شوند و پس از قطع شدن تماس اتصال نیز قطع می‌شود. اما، یک مدار مجازی دائمی (پی وی سی) را می‌توان به عنوان گزینه ای در نظر گرفت که با استفاد از آن بتوان یک پیوند اختصاصی بین دو سازمان برقرار کرد. پیکربندی پی وی سی معمولاً توسط ارائه دهندگان این خدمات از پیش تنظیم شده‌است. برخلاف SVCs, PVC معمولاً به ندرت شکسته و قطع می‌شود.
یک مدار مجازی متغیر(SVC) یک مدار مجازی است که به صورت پویا بر اساس تقاضا ایجاد می‌شود و هنگامی که مخابره کامل می‌شود، (به عنوان مثال پس از اتمام تماس تلفنی یا دانلود فایل)، از بین می‌رود. SVCها در شرایطی استفاده می‌شوند که انتقال داده‌ها پراکنده باشد.
یک مدار مجازی دائمی (PVC) یک مدار مجازی است که برای استفاده مداوم / مداوم از همان DTE ساخته شده‌است. در یک PVC، ارتباط طولانی مدت با مرحله انتقال اطلاعات یک تماس مجازی یکسان است. مدارهای مجازی دائمی نیاز به برقراری تماس مکرر و پاکسازی را از بین می‌برند.
- بازپخش قاب معمولاً برای ارائه PVCs استفاده می‌شود.
- ATM هم PVCs و هم SVCs را تولید می‌کند.
- X.25 هر دو تماس مجازی و PVC را فراهم می‌کند.

1. ↑   RFC 793
2. 1 2   RFC 1180
3. ↑   RFC 955
4. ↑   RFC 1644